# Сайид-Ахмад I
Сайид-Ахмад I или Саид (Сеид)-Ахмед (ум. после 1455) — один из претендентов на престол Золотой Орды в период её распада и первый хан Большой Орды (1433—1455). Некоторое время контролировал Крымский улус, но проиграл борьбу за Крым Хаджи I Гераю, который провозгласил независимое Крымское ханство. Проводил набеги на Великое княжество Московское и Великое княжество Литовское. При возвращении в Орду в 1455 году потерпел поражение от Хаджи I Герая и попал в плен к великому князю литовскому Казимиру Ягеллончику, где прожил в почётной ссылке до своей смерти.

## Происхождение
Халим-Гирей считает Саид-Ахмеда двоюродным дядей первого крымского хана Хаджи-Гирея, то есть сыном Тохтамыша. В «Муизз ал-Ан-саб» Саид-Ахмед был назван среди сыновей Тохтамыша. В послании великого князя литовского Свидригайло тевтонскому магистру Саид-Ахмед был назван «Sydachmatch Bexubowitz». При переговорах Свидригайло с польским королём Владиславом Ягелло первый упоминает, что при нём находился сын татарского императора[кто?]. Таким образом, можно предположить, что Саид-Ахмед — это сын Тохтамыша. По мнению российского историка В. Трепавлова, Саид-Ахмед родился и вырос в Литве.

## Биография
Родился и вырос на территории Великого княжества Литовского. В начале 1430-х годов Сеид-Ахмед при помощи Айдер-бея Кунграта пришёл к власти в Крыму, затем поддерживал великого князя литовского и русского Свидригайла Ольгердовича в его борьбе за власть в Великой Литве, враждовал с Улу-Мухаммедом. Вместе с ним и Кучук-Мухаммедом был в числе трёх ханов Золотой Орды, которым в 1434 году великий князь московский Василий II Тёмный выплатил дань. Контролировал территорию между Днепром и Волгой.
Сеид-Ахмед вел борьбу с ханами Хаджи Гераем, Улу-Мухаммедом и Кичи-Мухаммедом, при том что родовая знать Крымского улуса постоянно меняла стороны в зависимости от коньюнктуры. В 1436—1437 годах Сеид-Ахмед и Кичи-Мухаммед с разных сторон напали на владения Улу-Мухаммеда, который потерпел поражение и вынужден был бежать к южной границе Московского княжества. В 1441 году Сеид-Ахмед лишился власти над Крымом будучи вытеснен Хаджи Гераем и начал борьбу с Кичи-Мухаммедом за Северное Причерноморье и Поволжье.
Сеид-Ахмед известен своими многочисленными набегами на пограничные польско-литовские земли. В 1438 году Сеид-Ахмед разорил Подолье и разгромил польское войско под командованием старосты Михаила Бучацкого.
В 1445 году хан Большой Орды Сеид-Ахмед, одержав победу над своими соперниками, с большим войском выступил в поход против Хаджи Герая. Сеид-Ахмед осадил Перекоп, но не смог им овладеть. Во время отступления противника Хаджи Герай нанес Сеид-Ахмеду серьёзное поражение. Хан Большой Орды, потеряв много людей и коней, отступил за Дон. Вместе с отрядами ширинских и барынских мурз Хаджи Герай вступил в Крым, где был провозглашён ханом.
В 1448—1451 годах хан Большой Орды Сеид-Ахмед оказывал военную поддержку Михаилу Сигизмундовичу в борьбе с Казимиром Ягеллончиком за великокняжеский престол. В сентябре 1448 года Сеид-Ахмед с татарским войском опустошил Подолье и захватил большое количество пленников. По сообщению Я. Длугоша, в 1449 году Михаил Сигизмундович с союзным татарским войском захватил Стародуб, Новгород-Северский, Киев и ряд других приграничных городов. В 1450 году Сеид-Ахмед разорил Подольское и Русское воеводства, захватив большой «полон». В 1452 году татарские «загоны» Сеид-Ахмеда дважды нападали на Подолию и дошли до Львова. В 1453 году Сеид-Ахмед разорил окрестности Теребовля. В 1453 году Большая Орда вторглась в южные владения ВКЛ и разорила Луцкую землю, захватив в плен девять тысяч человек.
В конце 1440-х годов хан Большой Орды Сеид-Ахмед начинает военные действия против Великого княжества Московского. В 1449 году «скорые татарове Седядахматовы» напали на южные московские земли, но на реке Пахре были разбиты служилыми татарами под командованием царевича Касима, вышедшего из Звенигорода. В 1450 году татарские отряды под предводительством Малымбердея попытались напасть на южнорусские земли, но были встречены и разбиты русскими полками в бою на реке Битюг. В июне 1451 года сын Сеид-Ахмеда Мазовша с конницей смог переправиться через р. Оку и прорвался к Москве. Великий князь московский Василий II Васильевич Темный с семьей бежал из столицы за Волгу. Ордынцы подожгли посады, но были отбиты от Кремля и ночью отступили. В 1455 году Сеидахметовы татары переправились через Оку ниже Коломны, но были разбиты.
По сведению польского историка Я. Длугоша, в 1455 году хан Большой Орды Сеид-Ахмед предпринял очередной поход на Южную Русь и ВКЛ. Ордынцы опустошили земли от Подолья до Львова, захватив большое количество пленников и богатую добычу. Однако на обратном пути во время переправы через Днепр Сеид-Ахмед-хан был разбит крымским ханом Хаджи-Гиреем, который получал поддержку ВКЛ и был её союзником. С остатками своих войск Сеид-Ахмед бежал в литовские владения и прибыл под Киев. Многие из подданных Сеид-Ахмеда перешли на сторону крымского хана. В Киеве Сеид-Ахмед был пленён и отправлен к великому князю литовскому Казимиру Ягеллончику. По приказу великого князя Сеид-Ахмед был отправлен в Ковно, где проживал в качестве почётного пленника до конца своей жизни. Девять сыновей Сеид-Ахмеда поселились среди литовских татар.
В 1459 году татары Орды Сеид-Ахмета (сам их лидер в это время находился в Литве в почётном плену) совершили последний набег на московские владения. Ордынцы подошли к р. Оке, но русская рать под предводительством великого князя Ивана, старшего сына и соправителя Василия Тёмного, не позволила им переправиться.
Следующими ханами Большой Орды стали сыновья Кичи-Мухаммеда Махмуд (1459—1465) и Ахмат (1465—1481).